# Donatus Aihmiosion Ogun
Mons. Donatus Aihmiosion Ogun, O.S.A. (* 12. října 1966 Sapele) je nigerijský římskokatolický duchovní, augustinián a biskup Uromi.

## Život
Narodil se 12. října 1966 v Sapele.
Po základní a střední škole v Benin City krátce pracoval. Roku 1986 nastoupil do postulátu Augustiniánů v Jos, a o dva roky později započal svůj noviciát. Dne 28. srpna 1989 složil své časné řeholní sliby a 28. srpna 1992 sliby věčné. Teologické a filosofické vzdělání získal ve vyšším semináři svatého Augustina v Jos. Kněžské svěcení přijal 31. července 1993.
Po vysvěcení se stal ekonomem komunity Our Lady of Good Council v Iwako Oka, asistentem novicmistra a farním vikářem školy. Od roku 1996 studoval kanonické právo na Papežské univerzitě Gregoriana v Římě. Po svém návratu byl zvolen převorem komunity Our Lady of Lourdes v Coker Village. Od roku 2002 měl na starosti studenty teologie a ekonomiku augustiniánského konventu v Jos. O šest let později přešel do komunity Our Lady of Good Council, kde se ujal funkce převora a univerzitního kaplana. Následně zastával úřad ekonoma St. Cyprian ve Warri, biskupského vikáře pro řeholníky a ředitele St. Augustine Institute v Makurdi.
Dne 6. listopadu 2014 jej papež František jmenoval biskupem Uromi. Biskupské svěcení přijal 31. ledna 2015 z rukou arcibiskupa Augustina Obiora Akubeze a spolusvětiteli byli biskup John ’Oke Afareha a biskup John Namaza Niyiring.